# Osmets
Osmets település Franciaországban, Hautes-Pyrénées megyében. Lakosainak száma 91 fő (2022. január 1.). Osmets Trouley-Labarthe, Antin, Chelle-Debat, Lubret-Saint-Luc, Luby-Betmont és Mun községekkel határos.

## Népesség
A település népességének változása:
| Lakosok száma | 72   | 81   | 87   | 90   | 92   | 95   | 93   | 92   | 91   |
|               | 2013 | 2015 | 2016 | 2017 | 2018 | 2019 | 2020 | 2021 | 2022 |